# Schlacht um Mogaung
Japanische Eroberung 1941/42

Bilin – Sittang – Pegu (Taukkyan) – Rangun – Yunnan-Burma-Straße (u.a. Tachiao – Oktwin – Toungoo – Yenangyaung – Lashio I)
1942/43

Burma-Kampagne 1942–1943

Arakan I – The Hump – Chindits
1944

Schlacht um Nordburma und West-Yunnan 1943–1945

Burma-Kampagne 1944

Arakan II – Ha-gō – Lashio II – Sangshak – Myitkyina – U-gō (Imphal – Kohima – Tennisplatz) – Mogaung – Song shan/Huitong-Brücke – Dan-gō
1944/45

Burma-Kampagne 1944–1945

Bhamo – Arakan III (Kangaw und Höhe 170 – Ramree) – Meiktila/Mandalay – Pakokku – Lashio III – Tanlwe Chaung – Operation Dracula – Sittang
Als Schlacht um Mogaung wird eine Reihe von Gefechten bezeichnet, die während der Burma-Kampagne im Zweiten Weltkrieg zwischen dem 6. und 26. Juni 1944 bei der burmesischen Stadt Mogaung ausgetragen wurden. Die Schlacht war Teil der größeren Chindits-Kampagne mit dem Decknamen Operation Thursday, die später mit der Belagerung von Myitkyina durch nationalchinesische und US-amerikanische Streitkräfte unter der Führung von General Joseph Stilwell, der das Oberkommando über die Chindits hatte, verschmolz.

## Hintergrund
Im Jahre 1943 führte Brigadier Orde Wingate die Spezialeinheit der Chindits zu ihrem ersten Einsatz mit Langstrecken-Infiltration hinter den feindlichen Linien, der Operation Longcloth, eine Taktik, die sie der japanischen Armee abgeschaut hatten. Diese Operation hatte nur geringe strategische Auswirkungen, zeigte aber, dass die British Army im Dschungel auf Augenhöhe mit der japanischen Armee kämpfen konnte. Im folgenden Jahr war General William Slim Befehlshaber der Britischen 14. Armee. Sie verteidigte sich seit März gegen die japanische Operation U-gō, der Invasion Britisch-Indiens.
Wegen des japanischen Vormarsches wurde eine zweite Operation im Rücken der japanischen Truppen gestartet, die Operation Thursday. Diese Operation war sehr viel umfangreicher, als die im Jahr zuvor, sie umfasste sechs Brigaden. Das Ziel war, die japanischen Versorgungslinien im Hinterland anzugreifen und damit den Druck auf die chinesisch-US amerikanischen Truppen zu verringern, die von Norden nach Burma vordrangen, um die strategisch wichtige Stadt Myitkyina einzunehmen. Die Chindits mussten am 24. März 1944 den Verlust ihres Kommandanten durch einen Flugzeugabsturz verkraften und agierten jetzt unter dem Kommando von Generalmajor Walter Lentaigne, bekamen später allerdings den Befehlshaber Stilwell.

### Vorbereitungen
Ende Mai beorderte Stilwell die 77. Chindit Brigade unter dem Befehl von Brigadier Mike Calvert nach Norden in die Nähe von Mogaung um den Druck von seinen chinesischen Kräften zu nehmen, die Myitkyina belagerten, eine Stadt am Fluss Irrawaddy, die von japanischen Truppen besetzt war. Mogaung war gut 40 km Luftlinie und auf der Straße fast 70 km von Myitkyina entfernt. Trotzdem hätte die Einnahme von Mogaung zur Folge, dass die japanische Versorgungslinie nach Norden unterbrochen würde und Myitkyina höchstwahrscheinlich fallen würde. Und die Einnahme von Myitkyina war für den Bau der Ledo-Straße, die die Versorgung der chinesischen Streitkräfte im Inneren Chinas mit Waffen in ausreichendem Maße sicherstellen sollte, unabdingbar.
Ende Mai hatte die 14. Armee Informationen, die auch durch Patrouillen der 77. Brigade unterstützt wurden, dass vier Bataillone der japanischen 53. Division unter Generalleutnant Takeda Hisashi die Besatzung von Mogaung auf etwa 4.000 Mann verstärkt hatten. Die 77. Brigade bestand aus vier Bataillonen aus vier unterschiedlichen Regimentern, den Lancashire Fusiliers, dem King's Regiment, dem South Staffordshire Regiment und dem 6. Regiment der Gurkha Rifles. Außerdem waren Verbindungsoffiziere der Royal Air Force dabei, die einen höheren Standort für die Funkverbindung mit den Flugplätzen wegen der Luftunterstützung benötigten. Die Brigade hatte Probleme nach Mogaung zu kommen, die einzige Möglichkeit, wegen der Seen und Sümpfe im Osten und Süden des Ortes, war eine Straße auf einem Damm, die Pinhmi Road.

## Die Schlacht
Am 30. Mai machte sich die 77. Brigade über die Pinhmi Road auf den Weg nach Mogaung, in der Hoffnung, den Ort bis zum 5. Juni zu nehmen oder wenigstens zu erreichen. Die erste Aufgabe war, einen Platz für einen kleinen Flugplatz zu finden, um Verwundete abzutransportieren oder an Fallschirmen abgeworfenen Nachschub einzusammeln.

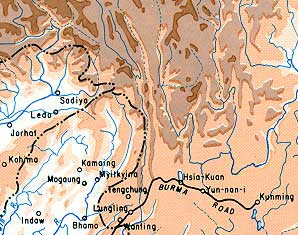
Lage Mogaungs in Nord Burma

Nach einem beschwerlichen Vormarsch und vereinzelten Schusswechseln mit japanischen Patrouillen erreichten die britisch-indischen Truppen den Ort Lakum, 3 km südöstlich von Mogaung. Nach kurzem, heftigem Kampf eroberten sie das Dorf und am nächsten Tag auch die umgebenden Hügel. Etwas nordwestlich von Lakum war ein Feld, auf dem ein kleiner Flugplatz errichtet werden konnte, auf dem Nachschub von C-47 geliefert oder abgeworfen werden konnte. Verwundete und Kranke konnten mit Flugzeugen vom Typ Sentinel oder sogar schon von Hubschraubern des Typs Sikorsky R-4 ausgeflogen werden. Am folgenden Tag eroberten zwei Züge der Lancashire Fusiliers einen wichtigen Punkt am Mogaung-Fluss, die Tapaw-Fähre, die sich als nützlich erweisen würde, falls die Chindits einen Fluchtweg brauchten. Die Dörfer Mahaung, Natgyigon und die Pinhmi Brücke am Stadtrand von Mogaung waren Schlüsselpositionen zu der Verteidigung. Sobald diese gefallen waren, würde die Stadt unhaltbar werden. In der Stadt selbst waren der Bahnhof und das Gerichtsgebäude die einzigen massiven Bauten und somit auch die potentiellen Orte für heftigen Widerstand. An den folgenden Tagen wurde die Brigade mit PIAT Ladungswerfer Panzerabwehrwaffen, Flammenwerfern und Granatwerfern verstärkt. Außerdem konnte Luftunterstützung angefordert werden.
Der Angriff der 77. Brigade auf die Straße von Pinhmi nach Mogaung, wo die wichtige Pinhmi-Brücke den Fluss Wetthauk Chaung überquerte, begann am 7. Juni. Der Ort Pinhmi wurde eingenommen, aber der Angriff auf die Brücke wurde unter Verlusten von japanischen Truppen abgewehrt. Es kam zu Gefechten, in denen die Dörfer Mahaung und Ywathitgale südlich von Mogaung eingenommen wurden.  Am 10. Juni wurde ein weiterer Versuch, die Brücke einzunehmen gestartet, der erste Versuch scheiterte, aber der zweite hatte endlich Erfolg. Die Verluste waren wieder hoch, aber die Brigade war an der Achse der Pinhmi-Mogaung Straße jetzt fest etabliert.

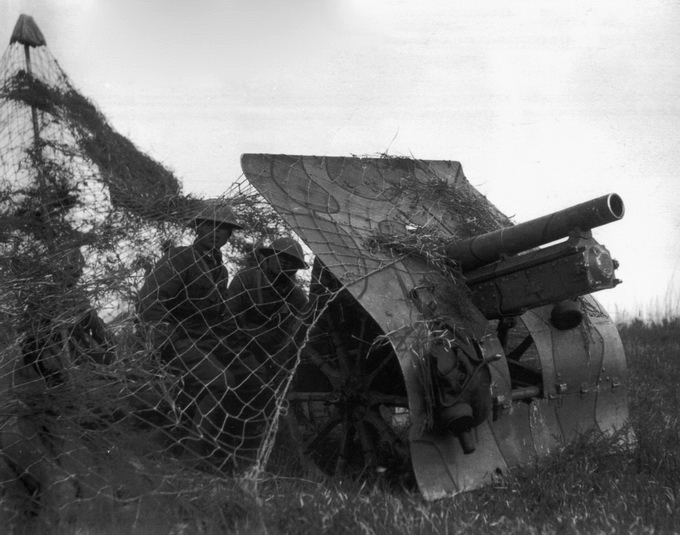
Chinesische 7,5 cm Gebirgskanone

Die Zeit des Monsuns mit seinen typisch starken Regenfällen begann und die Bedingungen sowohl für die britisch-indischen Streitkräfte als auch für die japanischen wurde hart. Selbst die alliierten mit ihrer materiellen Überlegenheit benötigten einige Tage, um die Situation für ihre Truppen zu verbessern. Und General Stilwell schickte auf Bitten des 77. Regiments das 1. Bataillon des 114. Chinesischen Infanterieregimentes von Norden als Verstärkung. Am 15. Juni konnten die Angriffsoperationen wieder aufgenommen werden. Es konnte ein Hügelrücken näher an der Stadt Mohaung gesichert, und am nächsten Tag das Gerichtsgebäude genommen und der Ort bis zum Fluss Mohaung erobert werden. Etwa zur gleichen Zeit errichten die ersten chinesischen Truppen die Gegend um Mogaung und machten den ersten Kontakt mit den Gurkhas im Westen Lakums. Mogaung war eingeschlossen und die Chinesen im Süden hatten eine Stärke von fast drei Bataillonen. Die chinesischen Truppen verfügten über 75 mm Gebirgsgeschütze, mit denen sie japanische Stellungen unter Feuer nehmen konnten.
Calvert plante den nächsten Angriff am 23. Juni in Richtung Natyigon am Ostrand von Mogaung. Chinesische Truppen griffen den Bahnhof entlang des Bahndammes an. Trotz heftigen Bombardements schlug der Angriff fehl. Heftiges japanisches Maschinengewehrfeuer hielt die chinesischen Truppen auf und die britisch-indischen Truppen waren gezwungen, ebenfalls anzuhalten.
Frühere Erkundungen hatten das 'Rote Haus', ein großes Backsteingebäude, lokalisiert. Am folgenden Tag griffen die Briten nach einem schweren Bombardement durch chinesische Kanonen und britische Mörser sowie Luftangriffe vom Norden des Bahnhofs aus an. Die Kämpfe waren erneut erbittert und die japanischen Truppen verteidigten sich trotz des ständigen Beschusses hartnäckig. Das Gebäude und die umliegenden Stellungen wurden erst nach brutalen Kämpfen, bei denen Flammenwerfer, Handgranaten und PIATs zum Einsatz kamen, eingenommen. Die Chinesen leisteten Feuerunterstützung, beteiligten sich aber nicht an diesem Angriff, sondern schützten stattdessen die Flanken und wehrten jeden japanischen Rückzugsversuch ab. Der Angriff der Gurkhas brachte die japanische Position völlig aus dem Gleichgewicht und Generalleutnant Takeda hatte keine andere Wahl, als sich zurückzuziehen oder die Vernichtung seiner Truppen im Raum Mogaung zu riskieren.
Der letzte Angriff erfolgte am 25. Juni. Er galt dem Bahnhof. Der Angriff der chinesischen Truppen aus dem Süden wurde verschoben, aber die britisch-indischen Soldaten griffen trotzdem an und nahmen nach heftigen Kämpfen schließlich die Ruine des Gebäudes ein und trafen auf die Chinesen südlich des Bahnhofs. Die japanischen Truppen unternahmen in der Nacht noch einige Gegenangriffe, die allerdings abgewehrt werden konnten. Am nächsten Morgen fanden Patrouillen die japanischen Stellungen verlassen vor. Nachdem die Schlacht größtenteils vorbei war, festigten die Chindits ihre Position in Mogaung. Am Ende zählte die Brigade nur noch etwa 550 kampffähige Männer.

## Nachwirkungen
Nach der Eroberung Mogaungs besetzten die Gurkhas den Ort und erwarteten Gegenangriffe. Als nichts geschah, schickten sie Patrouillen aus und die stellten fest, dass die japanischen Truppen den gesamten Bereich geräumt hatten. In Mogaung nutzten die Gurkhas die Gelegenheit, um eine kleine zeremonielle Parade abzuhalten und hissten den Union Jack auf einer großen Pagode, dem höchsten Gebäude, das noch übrig war. Die Chindits blieben bis zum 5. Juli in der Gegend und zogen sich dann in ihr Stützpunktsgebiet bei Pinhmi zurück. Anschließend mussten sie weitere 80 Kilometer marschieren, um nach Indien zurückgeflogen zu werden. Mogaung blieb mit chinesischer Besatzung  zurück.
Mogaung war der erste Ort in Burma, der von den Japanern befreit wurde und es war der letzte große Chindit-Feldzug des Krieges. Die Verluste auf beiden Seiten waren im Vergleich zu den eingesetzten Kräften hoch. Die japanischen Verluste betrugen etwa 1.600 Mann, die britisch-indischen knapp 800 Mann, über chinesische Verluste ist nichts bekannt. General Stilwell hatte die Chindits in der unpassenden Rolle als normale Infanterie eingesetzt, allerdings ohne Artillerie- und Panzerunterstützung. Die Einnahme von Mogaung hat jedenfalls den Druck auf die Truppen Stilwells bei der Belagerung von Myitkyina herabgesetzt und die japanischen Truppen räumten den Ort am 3. August 1944.